# 特勒博恩鎮區 (明尼蘇達州紅湖縣)
特勒博恩鎮區（英語：Terrebonne Township）是位於美國明尼蘇達州紅湖縣的一個行政鎮區。

## 地方資料
特勒博恩鎮區的面積為93.07平方千米，皆為陸地。根據2020年美國人口普查的數據，當地共有人口145人，而人口密度為每平方千米1.56人。